# Gaugreben

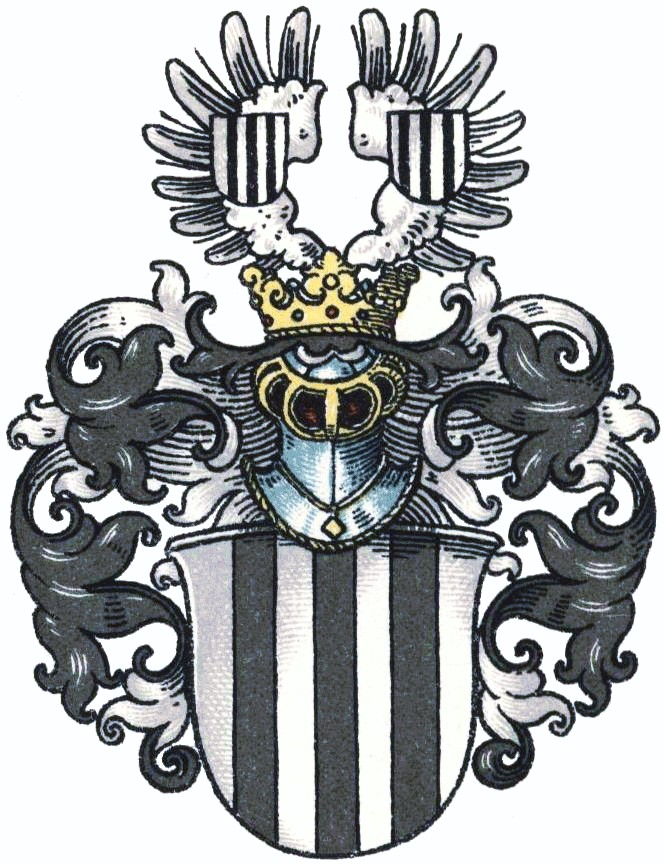
Wappen derer von Gaugreben im Wappenbuch des Westfälischen Adels

Gaugreben (auch Gogreve, Hogrebe oder Gaugrebe) ist der Name eines westfälisch-waldeckschen Adelsgeschlechts. Die Herren von Gaugreben gehörten zum Uradel im Hochsauerland und Hessen.

## Geschichte

### Herkunft
Die Familie leitete ihren Namen vom Gografenamt ab. Mitglieder des Geschlechts standen über Generationen hinweg dem Niedergericht zu Medebach vor. Als wahrscheinlich erster urkundlich nachweisbarer Angehöriger erschien im Jahre 1172 Gograf Luithewicus (Ludwig) Gougravius im Amt Medebach, während der als sicher zu dem Geschlecht gehörige Hermannus Gogravius de Medebike 1255 urkundlich erscheint. Mit dem Ritter Heinemann Gogreve († vor 1394), urkundlich erwähnt 1343 bis 1390, beginnt die ununterbrochene Stammreihe. Er war Besitzer des Burglehns zu Medebach und waldeckischer Amtmann zu Korbach.

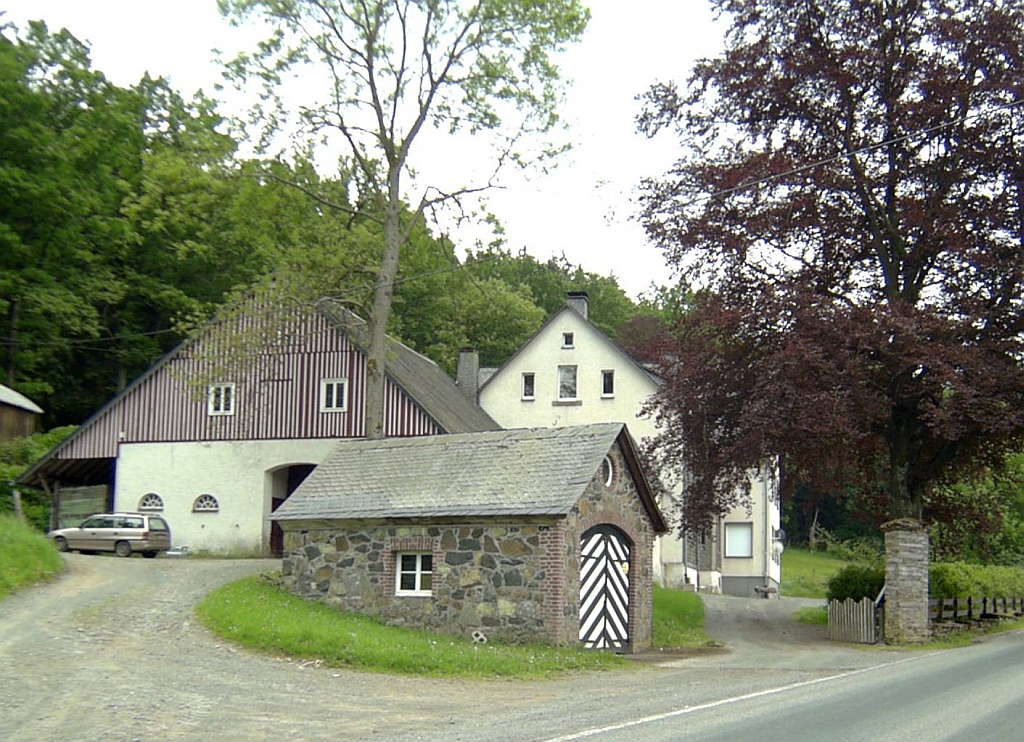
Schloss Siedlinghausen, von 1370 bis 1657 im Besitz der Familie

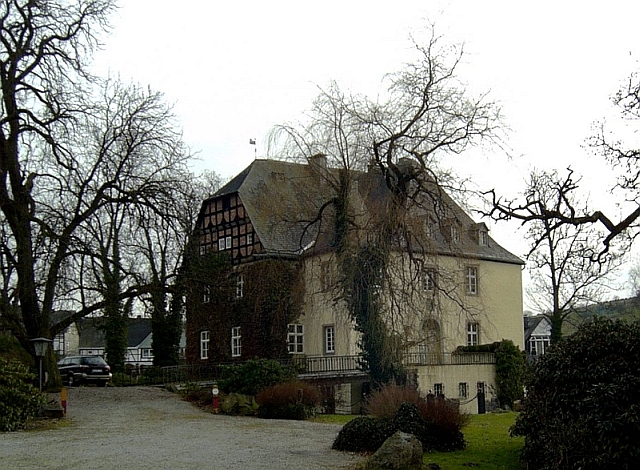
Schloss Bruchhausen, vom 15. Jahrhundert bis 1937 in Familienbesitz

### Linien und Besitzungen
Nach 1300 kamen Teile des Assinghauser Grundes als Pfand von der Grafschaft Waldeck an die Familie Gaugreben. 1370 erwarb die Familie auch Grundbesitz in Nordenau und 1380 im Assinghauser Grund Eigentum in Brunskappel und Siedlinghausen. Die Pfandschaft über den Assinghauser Grund endete 1533. Die Angehörigen der Familie erhielten 1453 das sogenannte Hessenlehen, d. h. die Freigrafschaft Grönebach und Burg Goddelsheim (heute Ortsteil von Lichtenfels), von Landgraf Ludwig II. von Hessen zu Lehen. Die Grafschaft Grönebach war um 1410 noch waldeckisches Lehen der Herren von Büren, ab 1453 jedoch hessisches Lehen der Familie Gaugreben. Noch 1812 fand eine Belehnung der Familie Gaugreben statt durch Großherzog Ludwig von Hessen, den damaligen Herzog in Westfalen. Die Grafschaft Grönebach umfasste die Dörfer Grönebach, Siedlinghausen, Niedersfeld und Hildfeld.
In der ersten Hälfte des 15. Jahrhunderts bildeten sich zwei Linien, eine ältere Linie zu Siedlinghausen, die in der zweiten Hälfte des 17. Jahrhunderts wieder erlosch, und eine jüngere zu Bruchhausen. Die jüngere Linie teilte sich während des 16. und 17. Jahrhunderts in die Äste zu Bruchhausen, zu Goddelsheim (katholischer Ast), zu Valme und Baldeborn, zu Goddelsheim (protestantischer Ast), zu Meineringhausen und zu Oberalme. Mitglieder des katholischen Astes Goddelsheim gelangten bis nach Russland und traten in russische Militärdienste. Charlotte Margarete von Gaugreben (* 1742; † 1828) aus dem katholischen Ast Goddelsheim heiratete den russischen General Otto Heinrich von Lieven und wurde Zarenerzieherin und Obersthofmeisterin am russischen Hof. Für ihre Verdienste wurde sie am 22. Februar 1799 in den Grafenstand und am 28. August 1826 in den Fürstenstand erhoben. Sie war Stammmutter der Fürsten von Lieven. Bis auf den Ast Bruchhausen sind alle wieder erloschen.
Mit der Errichtung der Provinz Westfalen Anfang des 19. Jahrhunderts traten zahlreiche Angehörige in preußische Dienste und wurden Offiziere in der preußischen Armee. Angehörige aus dem Ast Bruchhausen erhielten 1847 eine preußische Bestätigung des seit alters geführten Freiherrentitels. Die letzte Besitzerin des alten Familiengutes Bruchhausen, Therese von Gaugreben, adoptierte im Jahre 1918 ihre – später mit dem Freiherren Ferdinand von Lüninck auf Ostwig verheiratete – Nichte Auguste Freiin von Schönau-Wehr. Dieser wurde daraufhin durch königlich-preußische Kabinettsorder vom 31. Oktober 1918 der Name Gaugreben-Schönau verliehen.

## Wappen
Das Stammwappen zeigt in Silber drei schwarze Pfähle. Auf dem Helm ein silberner Flug, jeder Flügel mit den Pfählen belegt. Die Helmdecken sind schwarz-silbern.
Ein Ahnenwappen „De Gogreve“ in der Marktkirche St. Nikolai zu Rinteln aus der 2. Hälfte des 16. Jahrhunderts zeigt drei aufrechte Wolfsangeln nebeneinander.

## Namensträger
- Carl Caspar von Gaugreben (1713–1767), Generalleutnant in russischen Diensten
- Johann von Gaugreben (1848–1912), Landrat des Kreises Brilon
- Jobst Hildebrand von Gaugreben (* um 1553 in Bruchhausen; † 19. März 1624 in Valme), Begründer der Valmer Linie
- Werner von Gaugreben (1783–1832), deutscher Gutsbesitzer und Abgeordneter[11]